# Volkstagswahl in Danzig 1923
- KPD: 11
- SPD: 30
- Polen: 5
- Sonst.: 5
- DPFW: 8
- Z: 15
- DVP: 6
- DNVP: 33
- DSP: 7

Die Wahl zum 2. Volkstag in der Freien Stadt Danzig am 18. November 1923 bestätigte den bisherigen Senat.

## Ausgangssituation
Nach der Proklamation der Freien Stadt Danzig am 15. November 1920 wählte die verfassungsgebende Versammlung am 6. Dezember 1920 den ersten Senat. Es hatte sich eine bürgerliche Koalition aus DNVP, Zentrum, DDP und der ebenfalls liberalen Freien Wirtschaftlichen Vereinigung gebildet. Die Sozialdemokraten standen in Opposition. An der Spitze des Senats stand der parteilose Heinrich Sahm, der bisherige Oberbürgermeister. Dieser Senat Sahm I hatte die wirtschaftliche Krise des Jahres 1922/23 zu bestehen. Mit der Schaffung des Danziger Gulden war die Hyperinflation beendet worden, die Konflikte mit Polen waren durch Staatsverträge eingegrenzt.
Ein zentrales Thema des Wahlkampfes war die Kritik der (Regierungspartei) DNVP am liberalen Handelssenator Julius Jewelowski. Diesem wurde (mit deutlichen antisemitischen Tönen; Jewelowski war Jude) eine zu große Nachgiebigkeit gegenüber Polen vorgeworfen.

## Die Wahl
| Wahl zum 2. Volkstag am 18. November 1923                                | Stimmen   | Stimmen | Sitze  | Sitze |
| Wahl zum 2. Volkstag am 18. November 1923                                | überhaupt | v.H.    | überh. | v.H.  |
| Wahlberechtigte                                                          | 202.599   | 52,76   |        |       |
| Wähler                                                                   | 165.311   |         |        |       |
| Wahlbeteiligung                                                          |           | 81,60   |        |       |
| ungültige Stimmen                                                        | 517       | 0,31    |        |       |
| gültige Stimmen                                                          | 164.794   | 99,69   | 120    |       |
| davon:                                                                   |           |         |        |       |
| Deutschnationale Partei                                                  | 44.459    | 26,98   | 33     | 27,50 |
| Sozialdemokratische Partei der Freien Stadt Danzig                       | 39.755    | 24,12   | 30     | 25,00 |
| Zentrumspartei                                                           | 21.114    | 12,81   | 15     | 12,50 |
| Kommunistische Partei                                                    | 14.982    | 9,09    | 11     | 9,17  |
| Deutsche Partei für Fortschritt und Wirtschaft                           | 11.009    | 6,68    | 8      | 6,67  |
| Deutschsoziale Partei                                                    | 10.301    | 6,25    | 7      | 5,83  |
| Deutsch-Danziger Volkspartei                                             | 7.406     | 4,49    | 6      | 5,00  |
| Polnische Partei                                                         | 7.212     | 4,38    | 5      | 4,17  |
| Freie Vereinigung der Beamten, Angestellten und Arbeiter                 | 4.782     | 2,90    | 3      | 2,50  |
| Vereinigung der Fischer, Räucherer, des Kleingewerbes und der Handwerker | 1.810     | 1,10    | 1      | 0,83  |
| Mieter- und Wirtschaftspartei                                            | 1.686     | 1,02    | 1      | 0,83  |
| Nationale, christlich-soziale Ausgleichspartei                           | 278       | 0,17    | -      | -     |

## Nachwahlentwicklung
Rechnerisch war die Regierung durch das Wahlergebnis bestätigt worden. Es blieb der Konflikt um Jewelowski. Die DNVP blieb bei ihrer Ablehnung einer Wiederwahl. Die liberale Deutsche Partei für Fortschritt und Wirtschaft stellte sich hinter Jewelowski und schied aus der Regierungskoalition aus. Die neue Koalition aus DNVP, Zentrum und Deutsch-Danziger Volkspartei verfügte nur über 55 der 120 Mandate im Volkstag. Die Deutsche Partei für Fortschritt und Wirtschaft tolerierte den Senat. Die Deutsch-Soziale Partei, ein Vorgänger der NSDAP, stimmte ebenfalls für den Senat Sahm II, wurde aber rechnerisch nicht gebraucht.